# Amphorothecium
Amphorothecium is een monotypisch geslacht in de orde Ostropales. De familie is nog niet eenduidig bepaald (incertae sedis). Het bevat alleen Amphorothecium occultum. 